# آرثر دينيس
آرثر دينيس هو سياسي كندي، ولد في 26 أبريل 1881 في كيبك في كندا، وتوفي في 1 أكتوبر 1934. حزبياً، نشط في الحزب الليبرالي الكندي. وقد انتخب عضو مجلس العموم الكندي.